# Rommel Fernández
Rommel Fernández Gutiérrez (El Chorrillo, 15 de enero de 1966-Albacete, España, 6 de mayo de 1993) fue un futbolista panameño, internacional con la selección panameña en las eliminatorias para Italia 1990 y para Estados Unidos 1994. 

## Carrera
Rommel Fernández nació el 15 de enero de 1966 en el popular barrio de El El Chorrillo en la Ciudad De Panamá, con estatura de 1.86 metros y 81kg de peso lo convertía en un corpulento delantero, temido por los defensas de los diferentes clubes de la primera división española.
Dio sus primeros pinitinos a la edad de 4 años en el Club Plaza Amador, de Panamá. A la edad de 15 años jugaba en el Atlético Panamá, aunque posteriormente fue traspasado al Alianza FC. En el año 1986 viaja a Tenerife para jugar el Mundialito de la Emigración, en el que participaban jugadores de ascendencia española. En ese torneo mostró sus dotes de delantero goleador y su poderoso remate de cabeza, que lo daría a conocer como "El Panzer", y el Tenerife le ofreció un contrato para jugar en la Segunda División.
Tras una primera temporada marcó ocho goles, con lo que logró ganar la simpatía de la afición chicharrera, triunfó al año siguiente, marcando 19 goles, que sirvieron para que el Tenerife ascendiese a Primera División y permaneciese allí como un fijo en la alineación durante la 1.ª División. Estuvo en el Tenerife hasta la campaña 1990-1991, en la que fue comprado por el Valencia CF. No consiguió adaptarse al club levantino, y al año siguiente fue cedido al Albacete Balompié en el que recuperó su capacidad goleadora. 
Según un sondeo de la época, Rommel Fernández estaba igualado en popularidad con el presidente de la República. Fue jugador del Club Deportivo Tenerife que recién ascendido lo fichó donde marcó 23 goles en dos años. El Valencia CF pagó 300 millones de pesetas para que hiciera tándem con el búlgaro Penev, pero marchó cedido al Albacete Balompié. Murió trágicamente en un accidente automovilístico estrellándose contra un árbol en Tinajeros, Albacete. 32 Años después de Walter Marciano de Quirós, fue el segundo jugador del Valencia CF fallecido con contrato en vigor.
Para entonces, había convertido 13 goles en 18 partidos con el Albacete Balompié habiéndose ganado a la afición manchega. A día de hoy es muy recordado y querido en Tenerife, Albacete y Valencia. Cada 6 de mayo los directivos del Albacete Balompié junto con la peña manchega "Curva Rommel" se dirigen al árbol donde Rommel perdió la vida, llevándole ramos de flores. 
Para el Club Deportivo Tenerife todavía hoy sigue siendo uno de sus ídolos más recordados. Tanto es así, que la principal peña (Frente Blanquiazul) colocó una cerámica en su honor en los exteriores del estadio Heliodoro Rodríguez López en que nunca faltan ni velas ni flores en su honor.

## Fallecimiento

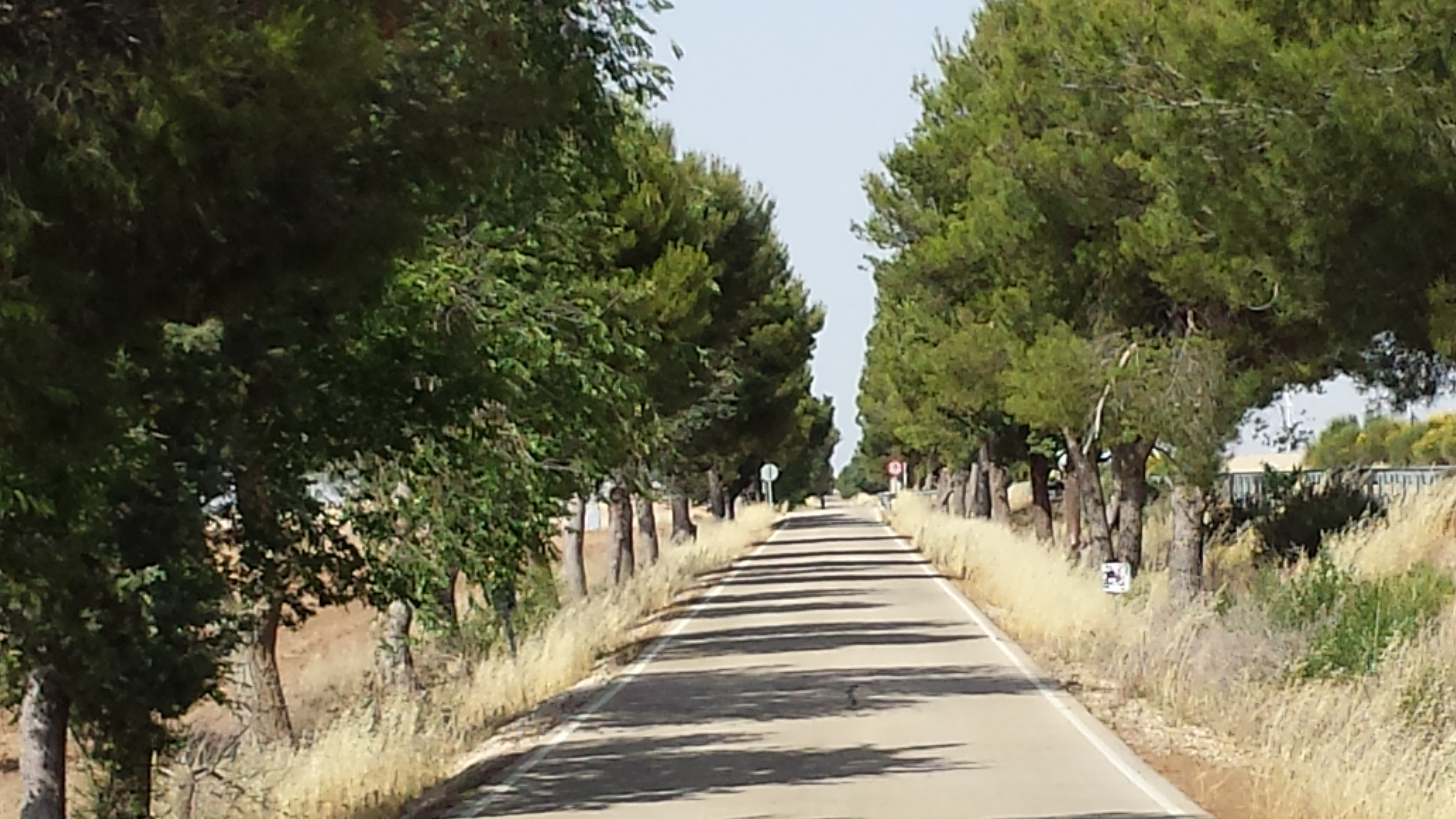
Carretera de Tinajeros

El 6 de mayo de 1993, después de regresar de una comida con sus compañeros de equipo del Albacete, Rommel murió a los 27 años víctima de un accidente de tráfico en la carretera de Tinajeros, al noreste de la ciudad de Albacete, perdió el control de su Toyota Celica y golpeó su cabeza contra un árbol a alta velocidad. Su primo Ronny Rojo también viajaba con él, pero salió ileso. Sus restos mortales reposan en el cementerio Amador de la Ciudad de Panamá.
Para ese año de 1993, Rommel Fernández Gutiérrez era considerado el deportista más importante del país de Panamá y la Federación Panameña de Fútbol decidió que el Estadio Revolución pasara a llevar su nombre, inmortalizando al mejor delantero panameño de todos los tiempos.

## Trayectoria

### Selección nacional

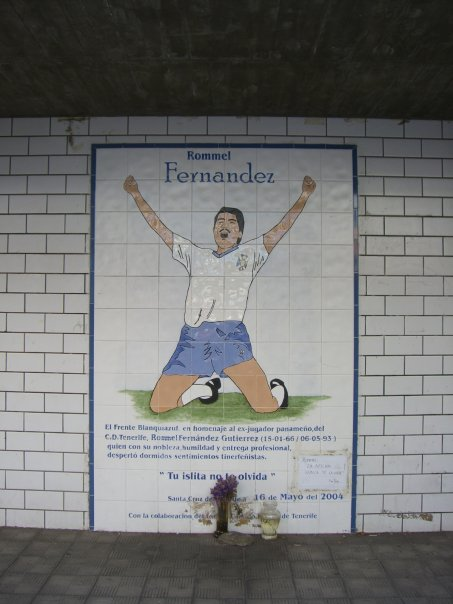
Tributo a Rommel Fernández en el Estadio del CD Tenerife.

Fernández fue titular internacional con la selección de fútbol de Panamá, en la eliminatoria rumbo a la Copa Mundial de Fútbol de 1994 realizada en Estados Unidos, en la que su equipo no clasificó a dicho torneo.

### Clubes
| Club              | País   | Año       |
| ----------------- | ------ | --------- |
| Alianza FC        | Panamá | 1985-1986 |
| CD Tenerife       | España | 1986-1991 |
| Valencia CF       | España | 1991-1992 |
| Albacete Balompié | España | 1992-1993 |

## Estadísticas
| Club                       | Div.          | Temporada     | Liga  | Liga  | Copa nacional | Copa nacional | Copa internacional | Copa internacional | Total | Total |
| Club                       | Div.          | Temporada     | Part. | Goles | Part.         | Goles         | Part.              | Goles              | Part. | Goles |
| -------------------------- | ------------- | ------------- | ----- | ----- | ------------- | ------------- | ------------------ | ------------------ | ----- | ----- |
| C. D. Tenerife · España    | 2.ª           | 1987-88       | 31    | 9     | 2             | 2             | ―                  | ―                  | 33    | 11    |
| C. D. Tenerife · España    | 2.ª           | 1988-89       | 35    | 20    | 5             | 2             | ―                  | ―                  | 40    | 22    |
| C. D. Tenerife · España    | 1.ª           | 1989-90       | 35    | 10    | 5             | 3             | ―                  | ―                  | 40    | 13    |
| C. D. Tenerife · España    | 1.ª           | 1990-91       | 31    | 13    | 5             | 3             | ―                  | ―                  | 36    | 16    |
| C. D. Tenerife · España    | Total club    | Total club    | 132   | 52    | 17            | 10            | 0                  | 0                  | 149   | 63    |
| Valencia C. F. · España    | 1.ª           | 1991-92       | 21    | 2     | 6             | 1             | ―                  | ―                  | 27    | 3     |
| Valencia C. F. · España    | Total club    | Total club    | 21    | 2     | 6             | 1             | 0                  | 0                  | 27    | 3     |
| Albacete Balompié · España | 1.ª           | 1992-93       | 18    | 7     | 2             | 2             | ―                  | ―                  | 20    | 9     |
| Albacete Balompié · España | Total club    | Total club    | 18    | 7     | 2             | 2             | 0                  | 0                  | 20    | 9     |
| Total carrera              | Total carrera | Total carrera | 171   | 61    | 25            | 13            | 0                  | 0                  | 196   | 75    |

## Palmarés

### Distinciones individuales
| Distinción | Año  |
| ---------- | ---- |
| Trofeo EFE | 1991 |

## Reconocimientos

### Estadio Rommel Fernández
El nombre del estadio fue cambiado debido a la muerte de Rommel en 1993, considerado el mejor deportista panameño en ese momento. La Federación de Fútbol decidió cambiar el nombre del coliseo de mayor importancia futbolística en Panamá. En ese entonces Estadio Revolución para nombrarlo Estadio Rommel Fernández, como se mantiene en la actualidad.

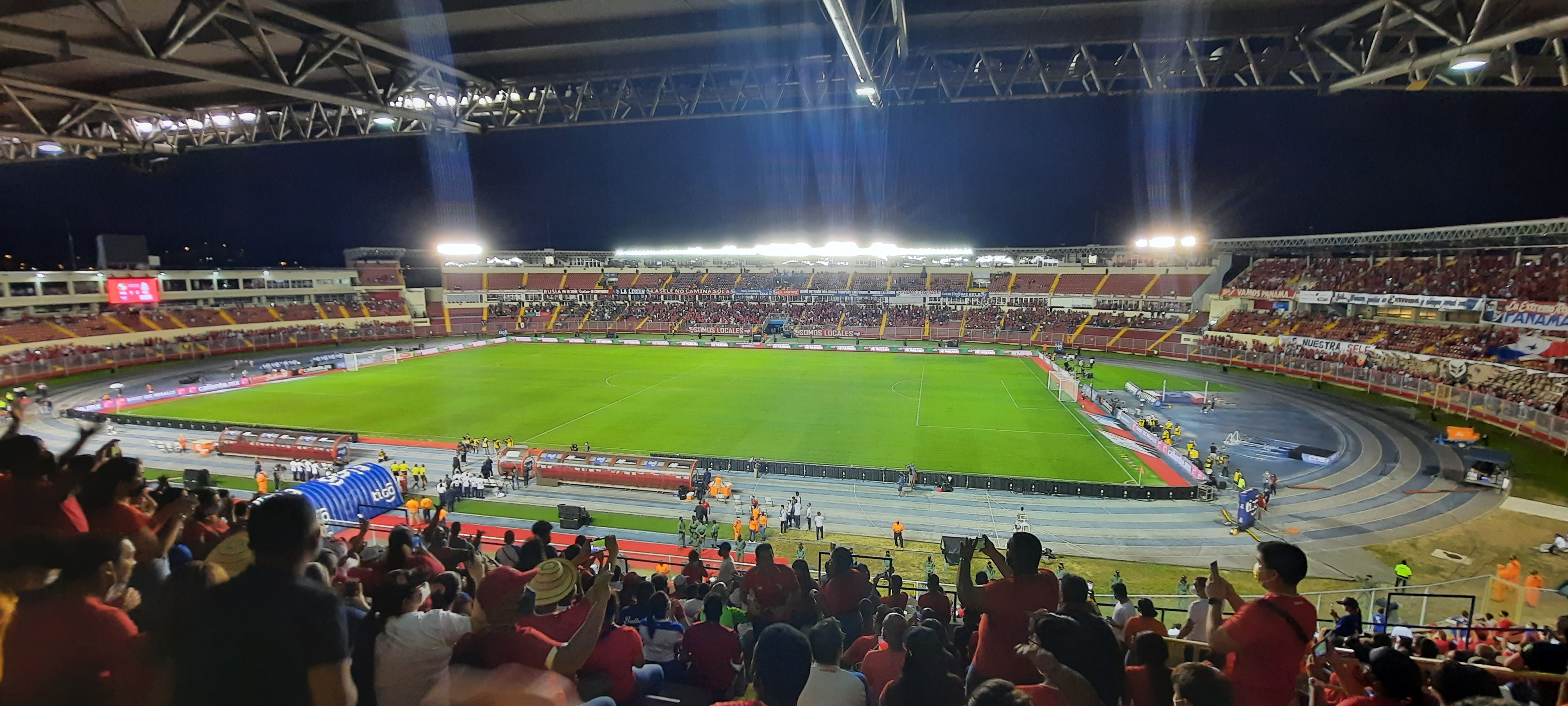
Estadio Rommel Fernández en la Ciudad de Panamá.

### Recuerdo popular
Cada 6 de mayo directivos del Albacete Balompié junto con la peña ‘Curva Rommel’ depositan flores en este árbol. También recibió un cálido emocionante en el mural del Heliodoro Rodríguez en su honor y que es un lugar de culto.

### Película
Me Dicen el Panzer es una película panameña lanzada en cines en el año 2024 basada en la década de los ochenta en la vida del Rommel de como fueron su éxito hasta llegar a jugar en diferentes equipos en España.